# Michele Redman
Michele Redman (Plymouth, 15 april 1965) is een Amerikaanse golfprofessional. Van 1992 tot 2011 was ze actief op de LPGA Tour. Ze debuteerde in 2011 op de Legends Tour.

## Loopbaan
In 1988 werd Redman een golfprofessional en ze maakte haar debuut op de Futures Tour (nu gekend als de Symetra Tour). Ze bleef daar golfen tot 1991 waar ze in haar laatste jaar drie golftoernooien won.
In 1992 maakte Redman haar debuut op de LPGA Tour. Vijf jaar later, in 1997, behaalde ze haar eerste LPGA-zege door de JAL Big Apple Classic te winnen. In 2000 behaalde ze haar tweede en laatste LPGA-zege door de First Union Betsy King Classic te winnen.
In 2011 maakte Redman haar debuut op de Legends Tour en ze behaalde in haar eerste seizoen haar eerste Legends-zege door het Legends Tour Open Championship, een major van de Legends Tour, te winnen. In 2013 behaalde ze haar tweede zege door de Walgreens Charity Classic te winnen.

## Erelijst

### Professional
LPGA Tour
| Nr. | Datum             | Toernooi                       | Score           | Score | Info |
| --- | ----------------- | ------------------------------ | --------------- | ----- | ---- |
| 1   | 20 juli 1997      | JAL Big Apple Classic          | 64-67-71-70=272 | –12   |      |
| 2   | 10 september 2000 | First Union Betsy King Classic | 68-66-68=202    | –14   |      |

Futures Tour
- 1991: Chattanooga FUTURES Classic, Marriott's Griffin Gate FUTURES Classic, Charleston F.O.P. FUTURES Golf Classic

Legends Tour
- 2011: Legends Tour Open Championship (major)
- 2013: Walgreens Charity Classic

## Teamcompetities
Professional
- Solheim Cup ( USA): 2000, 2002 (winnaars), 2003, 2005 (winnaars)
- Handa Cup ( USA): 2011 (winnaars)